# Шигаево (Свердловская область)
Шигаево — деревня в Шалинском районе Свердловской области России. Входит в Шалинский муниципальный округ.
Ранее деревня входила в состав Сылвинского сельсовета Шалинского района.

## География
Шигаево расположено в 12 километрах к северу от посёлка Шаля (по дороге в 14 километрах), в лесной местности. Деревня находится на правом берегу реки Сылвы, при впадении в неё Большой Ломовки. 

## Население
| 2002 | 2010 | 2021 |
| ---- | ---- | ---- |
| 4    | ↗14  | ↘11  |